# براندون دكورث
براندون دكورث (بالإنجليزية: Brandon Duckworth)‏ هو لاعب كرة قاعدة أمريكي، ولد في 23 يناير 1976 في مدينة سولت ليك في الولايات المتحدة.

## وصلات خارجية
- براندون دكورث على موقع دوري كرة القاعدة الرئيسي (الإنجليزية)
- براندون دكورث على موقع الدوري الياباني لكرة القاعدة (الإنجليزية)
- براندون دكورث على موقعبيزبول رفرنس.كوم (الدوري الرئيسي) (الإنجليزية)
- براندون دكورث على موقعبيزبول رفرنس.كوم (الدوري الثانوي) (الإنجليزية)
- براندون دكورث على موقع إي إس بي إن.كوم (أم.أل.بي) (الإنجليزية)
- براندون دكورث على موقع مشجعي الرسوم البيانية (الإنجليزية)